# Condylago
Condylago es un género que tiene asignada una sola especie de orquídeas epifitas. Es endémica de Colombia.

## Descripción
Condylago rodrigoi Luer (1982) es una especie de orquídeas y la única especie del género Condylago.  El nombre genérico se refiere a la articulación de los labios que, al igual que el género Acostaea, es sensible. Las hojas tienen hasta unos 12 cm de largo. Cada inflorescencia tiene muchas flores y cada flor puede durar varios meses. Esta orquídea no tiene pseudobulbo. La especie se encuentra exclusivamente en Colombia en altitudes que van desde 1400 m 1600 m s. n. m.

## Taxonomía
Sinónimos:
- Stelis rodrigoi (Luer) Pridgeon & M.W.Chase, Lindleyana 16: 266 (2001).